# Emiel Thienpont
Emilius Leo „Emiel“ Thienpont (* 31. August 1904 in Gent; † 13. August 1978 ebenda) war ein belgischer Schwimmer und Wasserballspieler.

## Karriere
Thienpont nahm 1924 an den Olympischen Spielen in Paris teil. Hier scheiterte er mit der belgischen Staffel im Wettbewerb über 4 × 200 m Freistil im Vorlauf an der Halbfinalqualifikation. 1927 nahm er mit der Wasserballnationalmannschaft an der Europameisterschaft im italienischen Bologna teil und errang Bronze. Bei der Schwimm-EM verpasste er über 100 m Rücken als Vierter knapp eine Medaille. Im selben Jahr wurde er belgischer Meister über 100 m Rücken. Im Jahr 1928 sollte er erneut an Olympischen Wettkämpfen teilnehmen. In Amsterdam war er für die Wettbewerbe über 100 m Rücken und 4 × 200 m Freistil gemeldet, trat aber in beiden nicht an. In den Jahren 1929, 1930 und 1933 folgten weitere nationale Meistertitel über 100 m Rücken.